# Armendarits
Pour les articles homonymes, voir Armendarits.
Armendarits [aʁmɛ̃daʁits] (en basque: Armendaritze) est une commune française située dans le département des Pyrénées-Atlantiques en région Nouvelle-Aquitaine.

## Géographie

### Localisation
La commune d'Armendarits se trouve dans le département des Pyrénées-Atlantiques, en région Nouvelle-Aquitaine.
Elle se situe à 104 km par la route de Pau, préfecture du département, à 46 km de Bayonne, sous-préfecture, et à 16 km de Saint-Palais, bureau centralisateur du canton du Pays de Bidache, Amikuze et Ostibarre dont dépend la commune depuis 2015 pour les élections départementales.
La commune fait en outre partie du bassin de vie de Saint-Palais.
Les communes les plus proches sont :
Iholdy (2,3 km), Méharin (4,2 km), Saint-Esteben (5,0 km), Saint-Martin-d'Arberoue (5,2 km), Hélette (5,8 km), Irissarry (6,9 km), Lantabat (7,0 km), Isturits (7,6 km).
Sur le plan historique et culturel, Armendarits fait partie de la province de la Basse-Navarre, un des sept territoires composant le Pays basque,. La Basse-Navarre en est la province la plus variée en ce qui concerne son patrimoine, mais aussi la plus complexe du fait de son morcellement géographique. Depuis 1999, l'Académie de la langue basque ou Euskalzaindia divise la Basse-Navarre en six zones,. La commune est dans le pays d’Arberoue (Arberoa), au nord-ouest de ce territoire.

### Communes limitrophes
Les communes limitrophes sont  Beyrie-sur-Joyeuse, Hélette, Iholdy, Lantabat, Méharin, Saint-Esteben et Saint-Martin-d'Arberoue.
| Saint-Martin-d'Arberoue | Méharin     |                                |
| Saint-Esteben           | Armendarits | Beyrie-sur-Joyeuse (sur 150 m) |
| Hélette (sur 100 m)     | Iholdy      | Lantabat                       |

### Hydrographie

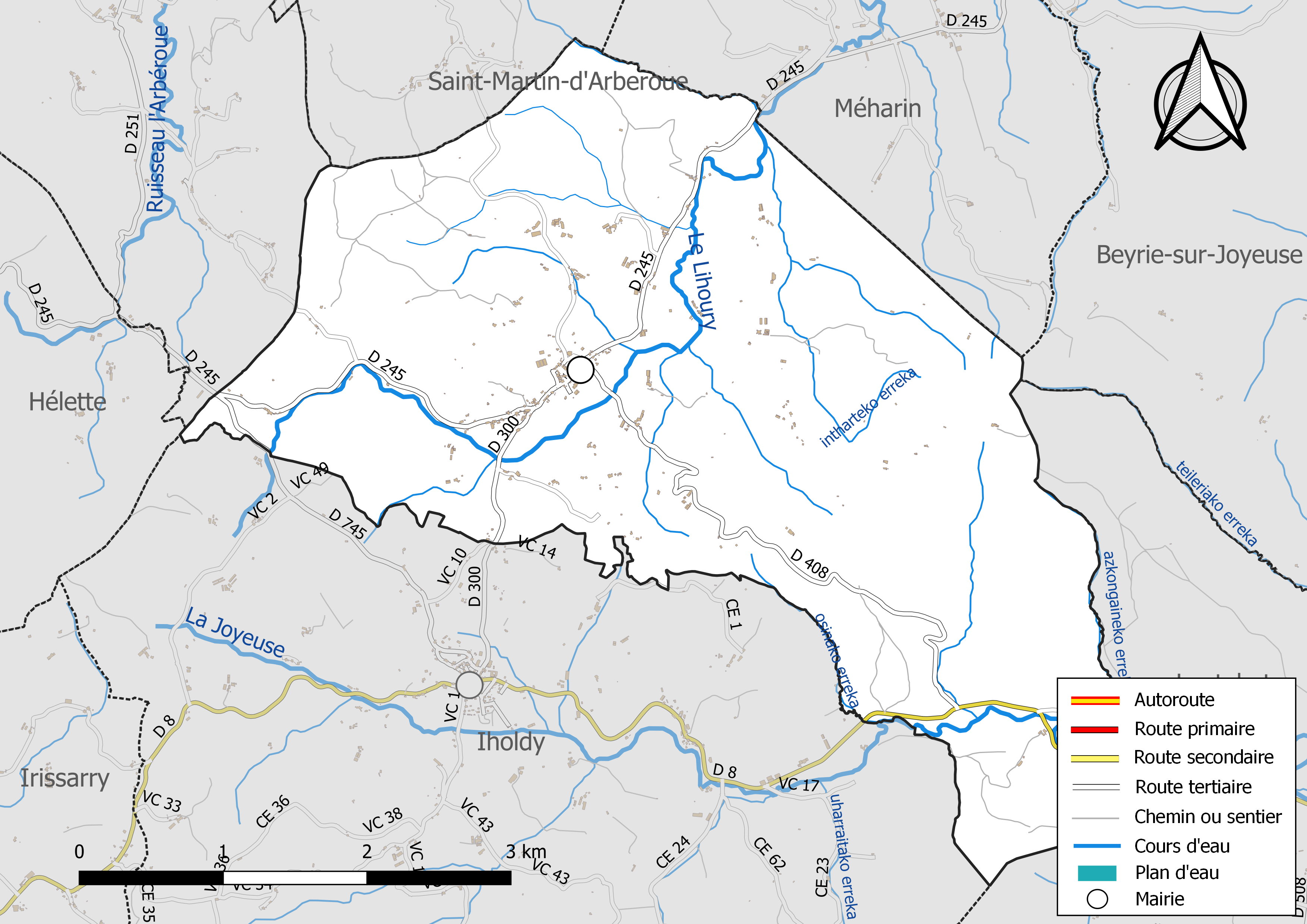
Réseaux hydrographique et routier d'Armendarits.

La commune est drainée par la Joyeuse, le Lihoury, Azkongaratéko erreka, intharteko erreka, osinako erreka, et par divers petits cours d'eau, constituant un réseau hydrographique de 24 km de longueur totale,.
La Joyeuse, d'une longueur totale de 26,7 km, prend sa source dans la commune d'Iholdy et s'écoule vers le nord-est. Elle traverse la commune et se jette dans la Bidouze à Amendeuix-Oneix, après avoir traversé 7 communes.
Le Lihoury, d'une longueur totale de 45,7 km, prend sa source dans la commune d'Iholdy et s'écoule du sud vers le nord. Il traverse la commune et se jette dans la Bidouze à Came, après avoir traversé 8 communes.

### Climat
Pour des articles plus généraux, voir Climat de la Nouvelle-Aquitaine et Climat des Pyrénées-Atlantiques.
Historiquement, la commune est exposée à un micro climat océanique basque.
En 2020, Météo-France publie une typologie des climats de la France métropolitaine dans laquelle la commune est exposée à un climat de montagne et est dans la région climatique Pyrénées atlantiques, caractérisée par une pluviométrie élevée (>1 200 mm/an) en toutes saisons, des hivers très doux (7,5 °C en plaine) et des vents faibles.
Pour la période 1971-2000, la température annuelle moyenne est de 13,6 °C, avec une amplitude thermique annuelle de 13,2 °C. Le cumul annuel moyen de précipitations est de 1 359 mm, avec 12,8 jours de précipitations en janvier et 8,2 jours en juillet. Pour la période 1991-2020, la température moyenne annuelle observée sur la station météorologique la plus proche, située sur la commune d'Aïcirits-Camou-Suhast à 13 km à vol d'oiseau, est de 14,3 °C et le cumul annuel moyen de précipitations est de 1 219,1 mm,. Pour l'avenir, les paramètres climatiques de la commune estimés pour 2050 selon différents scénarios d’émission de gaz à effet de serre sont consultables sur un site dédié publié par Météo-France en novembre 2022.

### Milieux naturels et biodiversité

#### Réseau Natura 2000
Le réseau Natura 2000 est un réseau écologique européen de sites naturels d'intérêt écologique élaboré à partir des Directives « Habitats » et « Oiseaux », constitué de zones spéciales de conservation (ZSC) et de zones de protection spéciale (ZPS).
Un site Natura 2000 a été défini sur la commune au titre de la « directive Habitats » : « la Bidouze (cours d'eau) », d'une superficie de 2 570 ha, un vaste réseau hydrographique drainant les coteaux du Pays basque,.

#### Zones naturelles d'intérêt écologique, faunistique et floristique
L’inventaire des zones naturelles d'intérêt écologique, faunistique et floristique (ZNIEFF) a pour objectif de réaliser une couverture des zones les plus intéressantes sur le plan écologique, essentiellement dans la perspective d’améliorer la connaissance du patrimoine naturel national et de fournir aux différents décideurs un outil d’aide à la prise en compte de l’environnement dans l’aménagement du territoire.
Deux ZNIEFF de type 2 sont recensées sur la commune, :
- les « landes, bois et prairies du bassin de la Bidouze » (11 263,46 ha), couvrant 25 communes du département[25] ;
- le « réseau hydrographique de la Bidouze et annexes hydrauliques » (2 867,4 ha), couvrant 30 communes dont 1 dans les Landes et 29 dans les Pyrénées-Atlantiques[26].

## Urbanisme

### Typologie
Au 1er janvier 2024, Armendarits est catégorisée commune rurale à habitat dispersé, selon la nouvelle grille communale de densité à sept niveaux définie par l'Insee en 2022.
Elle est située hors unité urbaine et hors attraction des villes,.

### Occupation des sols

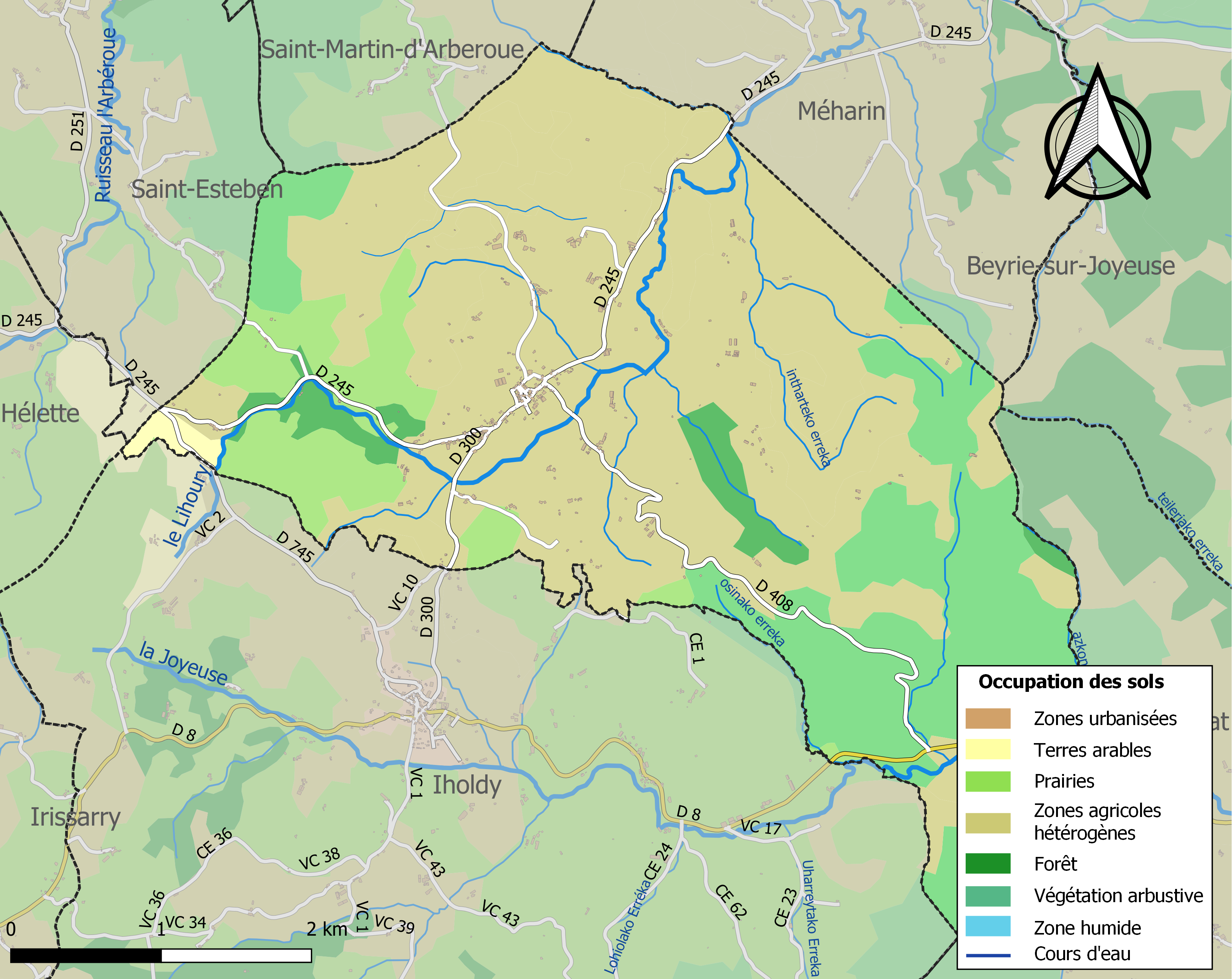
Carte des infrastructures et de l'occupation des sols de la commune en 2018 (CLC).

L'occupation des sols de la commune, telle qu'elle ressort de la base de données européenne d’occupation biophysique des sols Corine Land Cover (CLC), est marquée par l'importance des territoires agricoles (74,3 % en 2018), en diminution par rapport à 1990 (81,5 %). La répartition détaillée en 2018 est la suivante :
zones agricoles hétérogènes (65,3 %), milieux à végétation arbustive et/ou herbacée (22,1 %), prairies (8,4 %), forêts (3,6 %), terres arables (0,7 %). L'évolution de l’occupation des sols de la commune et de ses infrastructures peut être observée sur les différentes représentations cartographiques du territoire : la carte de Cassini (XVIIIe siècle), la carte d'état-major (1820-1866) et les cartes ou photos aériennes de l'IGN pour la période actuelle (1950 à aujourd'hui).

### Lieux-dits et hameaux
- Aguerréa[10],[31]
- Aïntziondoa[10]
- Albinoritzéko Borda (2 toponymes)[10]
- Albinoritzia[10]
- Altchia[10]
- Alziéta[10]
- Ameztoya[10]
- Arbéletchia[10]
- Armandegia
- Baratchartéa[10]
- Barnetchia[10]
- Bazterrechia[10]
- Behamendy[10]
- Béhitia[10]
- Bidondoa[10]
- Bigégaïnéa[10]
- Bistaberry[10]
- Bordaberria[10]
- Bordaberriko Borda[10]
- Bordamaria[10]
- Bordécharria[10]
- Bourdinateguia[10]
- Carrica[10]
- Céhabia[10]
- Chichabalé[10]
- Chimounénéa[10]
- Chingolaénéa[10]
- Chocohonia[10]
- Curutzétako Borda[10],[31]
- Donamaria[10]
- Donapétria[10]
- Donapétriko Borda[10]
- Donamaria[10]
- Donastéya[10]
- Elhina[10]
- Elinume[10]
- Elizabéhéréko Borda[10]
- Elizatchéko Borda[10]
- Errékartéa[10]
- Etchartéa[10]
- Etchebarne[31]
- Etchébazterréa[10]
- Etchégoïnberria[10]
- Etchégoïnberriko Borda[10]
- Etchégorria[10]
- Etchénika[10]
- Etchéparéa[10]
- Eyhérabidé[10]
- Eyhéraldéa[10]
- Eyhéramounoa[10]
- Fermindéguia[10]
- Ferminéko Borda[10]
- Gaïneko-Etchebarnéa[10]
- Gaïneko-Meharu[10]
- Garatéa[10]
- Garatéko Borda[10]
- Haramburua[10]
- Harizhanditéguia[10]
- Hatsandigaraia[10]
- Iparréa[10]
- Iribarnéa[10]
- Irigaraya[10]
- Ithurburua[10]
- Ithurburuko Borda[10]
- Jauregia[32],[10]
- Jauréguicharria[10]
- Landetxeberri[10]
- Larraldéa[10]
- Larramendia[10]
- Lazalen Borda[10]
- Legartoa[10]
- Lekunberria[10]
- Marihanditéguia[10]
- Mehatzia[10]
- Mendihilia[10]
- Mendiondo[10]
- Mendirigaraya[10]
- Olhanéko Borda[10]
- Olharanéa[10]
- Orgalitegia[10]
- Ossina[10]
- Oyhanburua[10]
- Oyhénartéa[10]
- Pékoborda[10]
- Pochulua[10]
- Salla[10]
- Sallaberria[10]
- Sallaberriko Borda[10]
- Sallagoitinéa[10]
- Sorhoéta[10]
- Sorogaraia[33] ou Sorhogaraya[10]
- Suhartéko Borda[10]
- Teïleria[10]
- Uhaldea[34],[10]
- Uhartéa[10]
- Urrutia[35]
- Urritiko Borda[10]
- Zedarria[10]

### Voies de communication et transports
Armendarits est accessible à partir de la route départementale D245.

### Risques majeurs
Le territoire de la commune d'Armendarits est vulnérable à différents aléas naturels : météorologiques (tempête, orage, neige, grand froid, canicule ou sécheresse), inondations, feux de forêts et séisme (sismicité moyenne). Un site publié par le BRGM permet d'évaluer simplement et rapidement les risques d'un bien localisé soit par son adresse soit par le numéro de sa parcelle.
Certaines parties du territoire communal sont susceptibles d’être affectées par le risque d’inondation par une crue torrentielle ou à montée rapide de cours d'eau, notamment la Joyeuse et le Lihoury. La commune a été reconnue en état de catastrophe naturelle au titre des dommages causés par les inondations et coulées de boue survenues en 1982, 1983, 1999, 2009 et 2014,.
Armendarits est exposée au risque de feu de forêt. En 2020, le premier plan de protection des forêts contre les incendies (PDPFCI) a été adopté pour la période 2020-2030. La réglementation des usages du feu à l’air libre et les obligations légales de débroussaillement dans le département des Pyrénées-Atlantiques font l'objet d'une consultation de public ouverte du 16 septembre au 7 octobre 2022,.

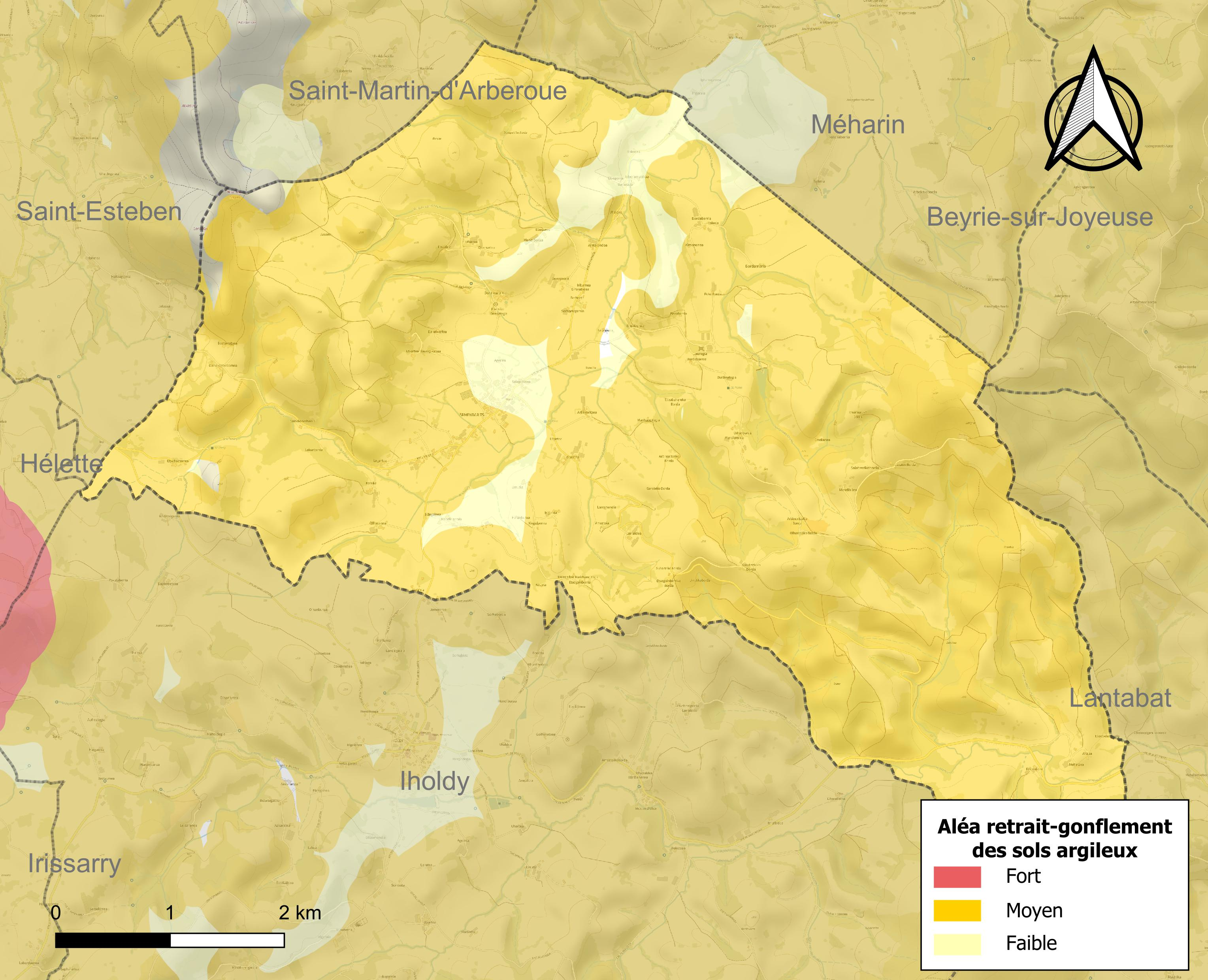
Carte des zones d'aléa retrait-gonflement des sols argileux d'Armendarits.

Le retrait-gonflement des sols argileux est susceptible d'engendrer des dommages importants aux bâtiments en cas d’alternance de périodes de sécheresse et de pluie. 93 % de la superficie communale est en aléa moyen ou fort (59 % au niveau départemental et 48,5 % au niveau national). Depuis le 1er octobre 2020, en application de la loi ELAN, différentes contraintes s'imposent aux vendeurs, maîtres d'ouvrages ou constructeurs de biens situés dans une zone classée en aléa moyen ou fort,.

## Toponymie

### Attestations anciennes
Le toponyme Armendarits apparaît sous les formes
Armandarys (1249,,
Armendariz et Sancta Maria de Armendarids (1256, pour les deux formes, cartulaire de Bayonne, feuillet 38),
Armendaridz (1256,),
armendariz (1264),
armendarriz (1292),
Armendaritz (1366, et 1413),
Armendaritz (1428,, collection Duchesne volume CXIV, feuillet 169),
Arbendaritz (1529,, chapitre de Bayonne) et
Armendaritz (1650).

### Autres toponymes
Aguerréa est un ancien fief vassal du royaume de Navarre que le dictionnaire topographique Béarn-Pays basque mentionne sous la graphie Aguerre.
Curutzétako Borda (du basque gurutze, provenant du latin médiéval cruce, la « croix ») pourrait être le lieu de pèlerinage mentionné par le même dictionnaire sous le vocable la croix Boria.
Ce même dictionnaire indique en 1863 qu’Etchebarne était un lieu de pèlerinage.
Paul Raymond mentionne, en 1863, le fief d'Élissetche, vassal du royaume de Navarre.

### Graphie basque
Son nom basque actuel est Armendaritze.

## Histoire
Paul Raymond note qu'Armendarits est une ancienne baronnie, vassale du royaume de Navarre.

## Politique et administration

### Liste des maires
| Période                                  | Période  | Identité                | Étiquette | Qualité                                |
| ---------------------------------------- | -------- | ----------------------- | --------- | -------------------------------------- |
| Les données manquantes sont à compléter. |          |                         |           |                                        |
| 1793                                     |          | Laurent Elissagaray     |           |                                        |
|                                          |          | Pierre Sainte-Marie     |           |                                        |
|                                          | 1816     | Laurent Etcheverry      |           |                                        |
| 1816                                     | 1833     | Laurent Durruty         |           |                                        |
| 1833                                     | 1835     | Laurent Elissagaray     |           |                                        |
| 1835                                     | 1848     | Bertrand Boubée         |           |                                        |
| 1848                                     | 1865     | Saint-Martin Mendiboure |           |                                        |
| 1865                                     | 1888     | Laurent Garat           |           |                                        |
| 1888                                     |          | Jean-Baptiste Othéguy   |           |                                        |
|                                          | 1929     | Isidore Garat           |           |                                        |
| 1929                                     | 1964     | Bertrand Ilharreborde   |           |                                        |
| 1964                                     | 1986     | Juliette Richard        |           |                                        |
| 1986                                     | 1989     | Laurent Garat           |           |                                        |
| 1989                                     | En cours | Lucien Delgue           | LR        | Président de la communauté de communes |

### Intercommunalité
Armendarits appartient à six structures intercommunales :
- la communauté d'agglomération du Pays Basque ;
- le syndicat AEP de l'Arberoue ;
- le syndicat d'énergie des Pyrénées-Atlantiques ;
- le syndicat intercommunal de transport scolaire du regroupement pédagogique de Méharin et Armendarits ;
- le syndicat intercommunal pour l'aménagement et la gestion de l'abattoir de Saint-Jean-Pied-de-Port ;
- le syndicat intercommunal pour le soutien à la culture basque.

La commune est le siège du syndicat intercommunal de transport scolaire du regroupement pédagogique de Méharin et Armendarits.

## Population et société

### Démographie
Le nom des habitants est Armendariztar,.
Le recensement de 1791 dénombre 715 habitants à Armendarits.
L'évolution du nombre d'habitants est connue à travers les recensements de la population effectués dans la commune depuis 1793. Pour les communes de moins de 10 000 habitants, une enquête de recensement portant sur toute la population est réalisée tous les cinq ans, les populations de référence des années intermédiaires étant quant à elles estimées par interpolation ou extrapolation. Pour la commune, le premier recensement exhaustif entrant dans le cadre du nouveau dispositif a été réalisé en 2008.

En 2022, la commune comptait 392 habitants, en évolution de −3,92 % par rapport à 2016 (Pyrénées-Atlantiques : +3,78 %, France hors Mayotte : +2,11 %).
| 1793 | 1800 | 1806 | 1821 | 1831 | 1836 | 1841 | 1846 | 1851 |
| ---- | ---- | ---- | ---- | ---- | ---- | ---- | ---- | ---- |
| 706  | 764  | 799  | 805  | 840  | 792  | 809  | 840  | 818  |

| 1856 | 1861 | 1866 | 1872 | 1876 | 1881 | 1886 | 1891 | 1896 |
| ---- | ---- | ---- | ---- | ---- | ---- | ---- | ---- | ---- |
| 812  | 784  | 751  | 746  | 715  | 705  | 681  | 632  | 638  |

| 1901 | 1906 | 1911 | 1921 | 1926 | 1931 | 1936 | 1946 | 1954 |
| ---- | ---- | ---- | ---- | ---- | ---- | ---- | ---- | ---- |
| 631  | 623  | 600  | 562  | 510  | 506  | 559  | 512  | 420  |

| 1962 | 1968 | 1975 | 1982 | 1990 | 1999 | 2006 | 2008 | 2013 |
| ---- | ---- | ---- | ---- | ---- | ---- | ---- | ---- | ---- |
| 446  | 420  | 396  | 386  | 372  | 357  | 376  | 381  | 396  |

| 2018 | 2022 | - | - | - | - | - | - | - |
| ---- | ---- | - | - | - | - | - | - | - |
| 402  | 392  | - | - | - | - | - | - | - |

### Enseignement
La commune dispose d'une école élémentaire publique.

## Économie
L'activité est principalement agricole. La commune fait partie de la zone d'appellation de l'Ossau-Iraty.

## Culture locale et patrimoine

### Lieux et monuments

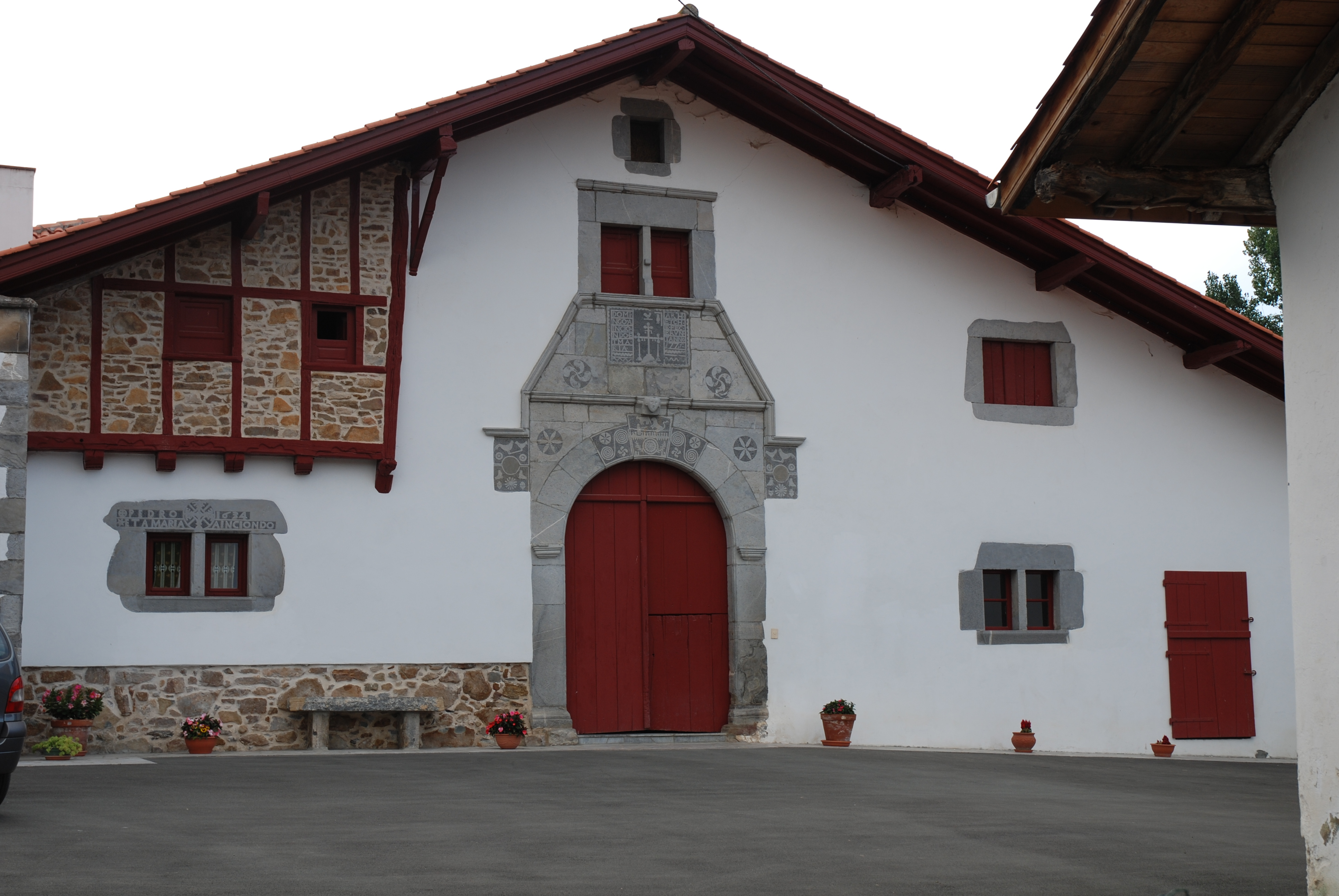
Maison de Basse-Navarre datant de 1775.

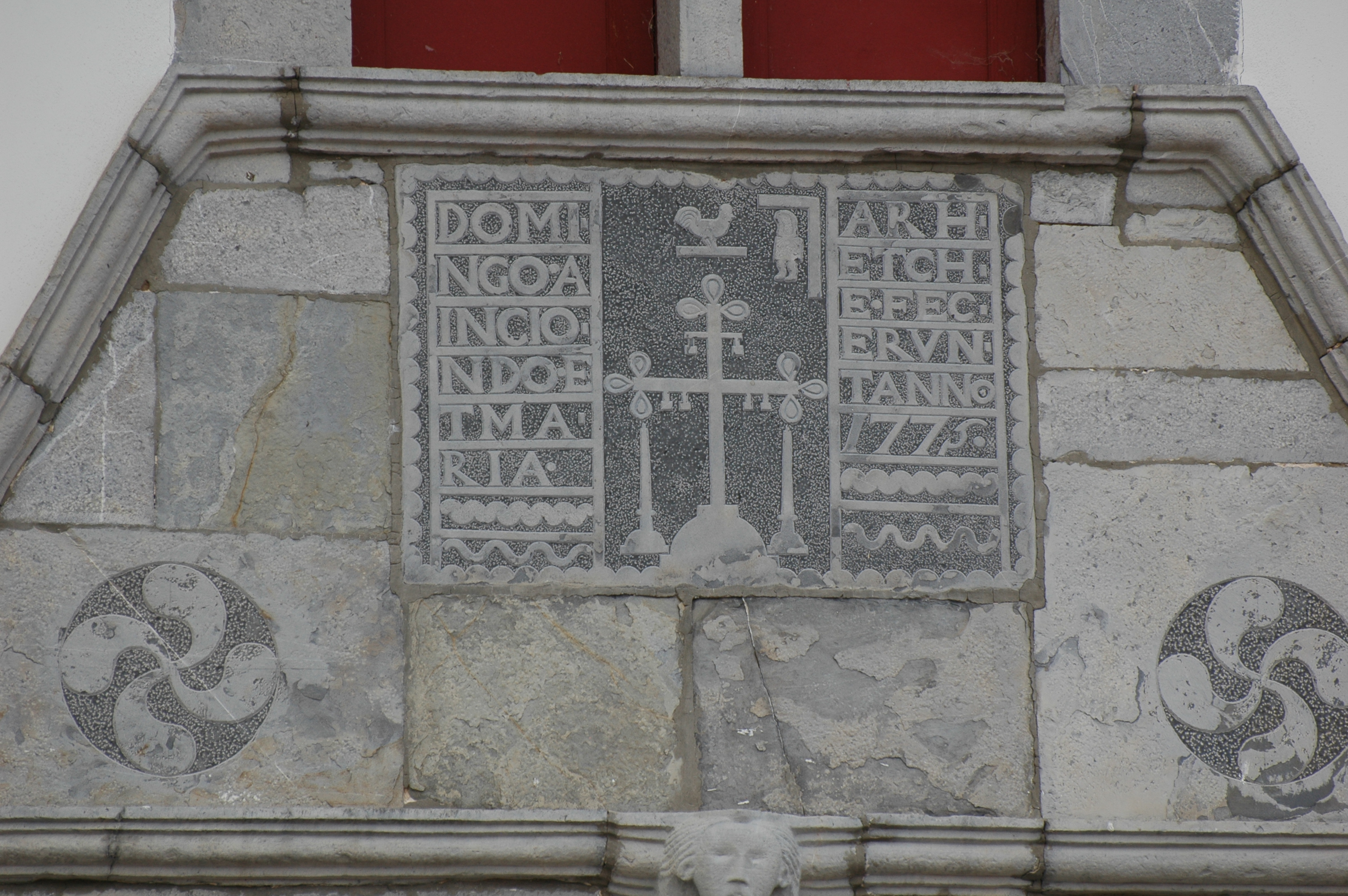
Linteau sculpté.

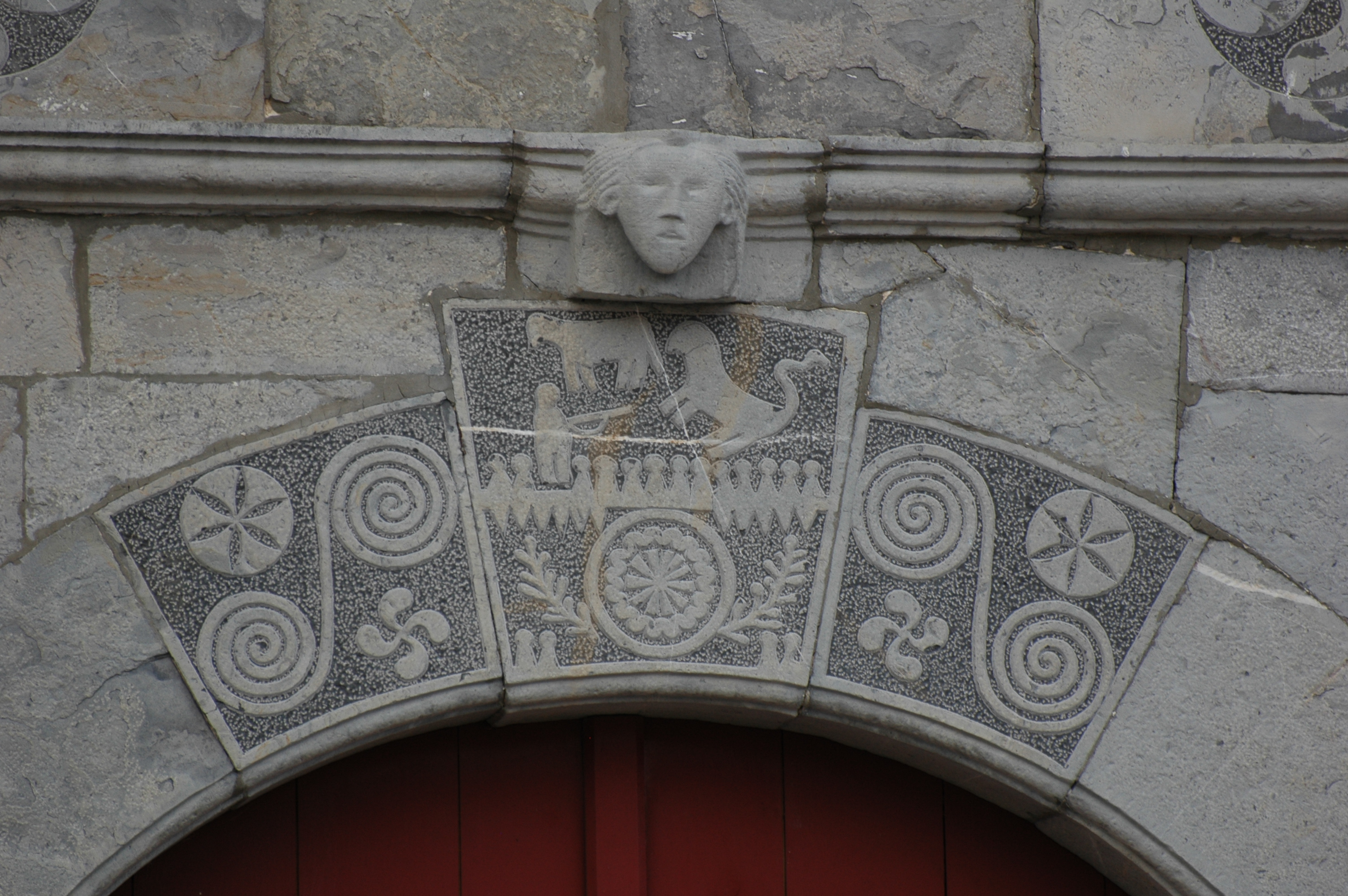
Linteau sculpté.

#### Patrimoine civil
Un gaztelu zahar est présent au lieu-dit Elhina.
Les fermes Sorogaraia, Uhaldea, Urrutia datent du XVIIe siècle.
Le manoir Jauregia date du XVIIe siècle.
|  |  |  |

#### Patrimoine religieux
L'église Saint-Pierre date des XXIIe et XVIIIe siècles[Quoi ?].
Son cimetière contient des stèles discoïdales remarquables.
|  |  |  |

### Personnalités liées à la commune
- Bernard Renau d'Eliçagaray (Eñaut d'Elizagarai), dit petit Renau, né en 1652 à Armendarits et décédé en 1719, est un mathématicien, inspecteur général de la Marine, auteur en 1689 de la théorie de la manœuvre des vaisseaux[61]. Il fut notamment célèbre pour ses galiotes à bombes[62]. La pastorale souletine de 2007 (Camou-Cihigue) lui était consacrée.

### Héraldique
| Blason | Blasonnement : Écartelé aux 1 et 4 d'azur à un château d'argent, ouvert et ajouré de sable ; aux 2 et 3 d'or à deux vaches passantes de gueules accornées aux 2 et 3 d'or à deux vaches de gueules passantes accornées, onglées, colletées et clarinées d'argent posées en pal Commentaires : Ces armes, adoptées par la commune en 2002, sont celles des seigneurs d'Armendarits. |

## Pour approfondir